# 五箇山県立自然公園
五箇山県立自然公園（ごかやまけんりつしぜんこうえん）は、富山県南砺市にある県立自然公園。面積は3856ha（38.56km2）。

## 概要
五箇山の合掌造りのある相倉と菅沼集落を中心として、集落周囲の自然景観を保全するために制定された自然公園である。

## 地理
広葉樹が多く、秋には一面が紅葉する。

### 山岳
- 高坪山

### 湿原
- 小瀬湿原（中層湿原）[3]

### 峠
- 細尾峠
- 鹿熊峠
- 小瀬峠

## 生態
五箇山県立自然公園内は様々な山野草が自生している。1985年には国の絶滅危惧種Ⅰ類のイワチドリの自生が確認された。
- イワチドリ - 国の絶滅危惧種Ⅰ類にして、富山県唯一の自生地。1985年に新たに発見されたがその後の確認例がないので、乱獲による野生絶滅扱いとなっている。
- ナツエビネ - 国の絶滅危惧種Ⅱ類
- サワラン - 富山県の絶滅危惧種Ⅰ類
- ヤマシャクヤク- 国の準絶滅危惧種
- サルメンエビネ - 国の絶滅危惧種Ⅱ類
- クマガイソウ - 国の絶滅危惧種Ⅱ類
- イチヨウラン - 富山県の絶滅危惧種Ⅱ類

## 文化財
- 菅沼合掌造り集落
- 相倉合掌造り集落
- 村上家住宅
- 岩瀬家住宅
- 羽馬家住宅
- 流刑小屋-日本唯一の現在する流刑小屋

## 関連市町村
- 南砺市